# Schwimmende Insel

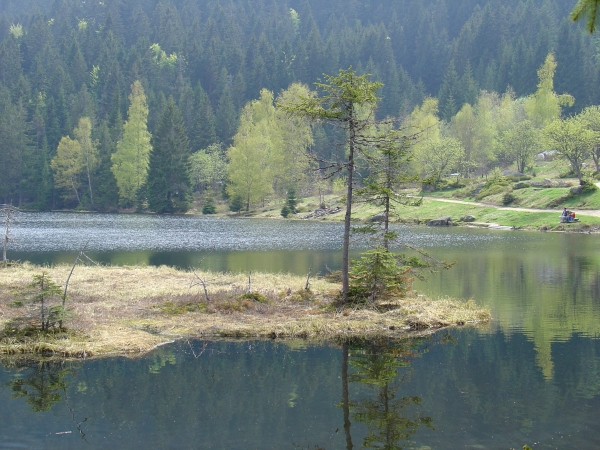
Schwimmende Insel am Nordufer des Kleinen Arbersees

Als schwimmende Insel bezeichnet man ein natürliches oder künstliches Gebilde, das an der Gewässeroberfläche treibt und nicht mit dem Grund des Gewässers verbunden ist. Aus natürlicher Genese stammen Eisberge, Bimssteinflöße, Pflanzenteppiche oder Bitumenhaufen. Künstliche schwimmende Inseln werden auch als Ponton bezeichnet.
Schwimmende Inseln sind keine Landmassen und somit auch keine echten Inseln.
Schwimmende Inseln können mehrere hundert Meter lang werden. Ab und zu sind sie auf großen Strömen (wie dem Amazonas) oder auf Seen zu finden. Bei länger existierenden größeren schwimmenden Inseln kann auch Bewuchs vorkommen, bis hin zu kleinen Bäumen. Bewegt wird eine schwimmende Insel durch den Wind oder durch die Strömung.
Große Abbruchstücke der Eiskante in der Arktis und Antarktis können ebenfalls Inselausmaße erreichen.

## Entstehung
Zur Entstehung schwimmender Inseln kann Verschiedenes beitragen. Einige waren einst Teil des Ufers und haben sich, meist nach Naturkatastrophen, gelöst und wurden weggeschwemmt. Größere Abbruchstücke können ihren Bewuchs behalten haben und Büsche oder Bäume aufweisen. Andere entstehen auch durch die anwachsende Verflechtung von pflanzlichem Material. In äquatornahen Gebieten kann eine schwimmende Insel aus Ansammlungen von abgebrochenen Korallen bestehen. Auch diese können eine erhebliche Größe erreichen, sind aber nicht sehr stabil und weisen in der Regel keinen Bewuchs auf. Zur Zeit der Segelschifffahrt wurde von abergläubischen Seeleuten die Sargassosee im Atlantik, östlich von Florida und südlich der Bermuda-Inseln, vielfach für schwimmende Inseln gehalten und mit unheimlichen Geschichten ausstaffiert. Siehe auch Golftange (Sargassum, frei schwimmende große Flächen). Eine über das Ufer auf die Wasseroberfläche wachsende Pflanzendecke wird als Schwingrasen bezeichnet.

## Das Schwimmen
Damit eine Insel ohne bootsförmige Wölbung schwimmt, also über den Wasserspiegel herausragt, muss der ins Wasser eintauchende Teil den Auftrieb nach Archimedes für das Gesamtgewicht der Insel liefern. Ihre durchschnittliche Dichte muss daher deutlich kleiner als die von Wasser (ρ = 1 g/cm³) sein, was bei durchnässtem Holz kaum bis nicht mehr gegeben ist. Neben Holz bestehen schwimmende Inseln deshalb oft auch aus hohlen Pflanzenteilen wie Halmen von Schilf oder Blasentang. Auch im Bodenfilz oder anderem Material hängen gebliebenes Sumpfgas liefert manchmal den nötigen Auftrieb.
Einem gänzlich anderen Prinzip liegen die zentimeterkleinen schwimmenden Inseln, wie sie etwa von Schimmelpilzen auf Fruchtsäften als Schimmelrasen gebildet werden, zu Grunde. In diesem Größenbereich dominiert die Oberflächenspannung des Wassers den Auftrieb. Ist der Rand des Fleckens hydrophob, wird er nicht benetzt, sondern dellt die Flüssigkeitsoberfläche nur ein. – Handtellergroße Schlammflocken mit Faulgasblasen können in gekippten Badeseen und Tümpeln aufschwimmen.

## Mythologie
In der Griechischen Mythologie war Delos ursprünglich eine schwimmende Insel. Auf Verlangen von Hera durfte Leto nicht auf dem Festland gebären und brachte ihre Kinder Apollon und Artemis deshalb auf Ortygia (später „Delos“) zur Welt. Aus Dankbarkeit machte Zeus (der Vater der Kinder) die Insel zum (geographischen) Zentrum von Griechenland.
Die schwimmende Insel Aiolia ist in Homers Odyssee der Wohnort des griechischen Windgottes Aiolos. 

## Beispiele für künstliche schwimmende Inseln

### Titicacasee, Peru

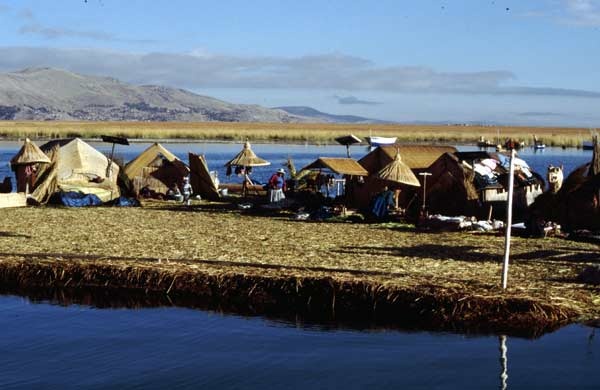
Die schwimmenden Inseln auf dem Titicacasee

Künstliche schwimmende Inseln, die aus Totora-Schilf geflochten wurden, gibt es in Peru auf dem Titicacasee. Deren (einstige) Bewohner werden Urus genannt. Ursprünglich wurden die Inseln zu Zeiten geschaffen, in denen sich die Bewohner noch vor ihren kriegerischen Nachbarn, den Inkas und Kollas, schützen mussten. Die indigenen Einwohner sprechen noch immer die alten Sprachen Quechua und Aymara. Die schwimmenden Inseln sind mittlerweile zum Touristenziel geworden, und man kann auf ihnen übernachten.

### Schwimmende Gärten in Myanmar
Auf dem 120 Quadratkilometer großen Inle-See in Myanmar haben die in Pfahlhäusern lebenden Intha schwimmende Felder angelegt, die von Wasserhyazinthen zusammengehalten werden.

### Spiral Island
Richart „Rishie“ Sowa, ein Musiker, Künstler und Zimmermann, konstruierte in der Nähe von Cancún schwimmende Inseln, deren Schwimmkörper aus mit ca. 250.000 leeren Plastikflaschen gefüllten Netzen besteht. Spiral Island entstand von 1998 bis 2002 bei Puerto Aventuras (Mexiko), wurde jedoch 2005 vom Hurrican Emily an Land geworfen. Ein Nachfolgeprojekt wurde in der Laguna Makax auf Isla Mujeres, östlich von Cancún, realisiert. 

### New Atlantis
New Atlantis war eine Mikronation auf einem 30 m² großen Floß rund 15 Kilometer vor Jamaika in der Nähe von Bluefields. Sie wurde am 4. Juli 1964 durch Leicester Hemingway gegründet, nachdem dieser das Floß, unter Berufung auf den Guano Islands Act, für die USA in Besitz genommen hatte. Während er die nördliche Hälfte den USA zusprach, beanspruchte er den südlichen Teil für seinen neu gegründeten „Staat“ New Atlantis. Er selbst erklärte sich zu dessen Präsidenten, entwickelte eine eigene Währung und gab eigene Briefmarken heraus. Seinen Plan, New Atlantis zu einem Forschungszentrum für Meereskunde auszubauen, konnte er jedoch nicht verwirklichen. Einige Jahre nach der Gründung erlitt New Atlantis dasselbe Schicksal wie sein mythisches Vorbild; es versank in einem Sturm. Während der Zeit seiner Existenz lebten regelmäßig sechs Einwohner auf New Atlantis.

## Beispiele für natürliche schwimmende Inseln
Im Biosphärenreservat Donaudelta befinden sich zahlreiche schwimmende Inseln (Plaur). Tatsächlich ist die wahre Topographie des Deltas, ob Land oder nicht, bis heute nicht hinreichend erforscht.

### Hautsee
Die schwimmende Insel auf dem thüringischen Hautsee bei Bad Salzungen/Dönges entstand vermutlich durch Verlandungsprozesse und ist der Namensgeber des Sees.

### Schollener See
1934 wurde eine der schwimmenden Inseln im Schollener See bei Schollene (nahe der Elbe in Sachsen-Anhalt) als Naturdenkmal unter Schutz gestellt.

### Kleiner Arbersee
Im Kleinen Arbersee, einem See im Bayerischen Wald auf 918 Metern Höhe, gibt es drei schwimmende Grasinseln. Durch Aufstauen des Sees infolge von Holztrift haben sich diese Inseln als Pflanzendecken vom Ufer gelöst. Auf den 1,5 bis 3,5 Meter dicken Inseln haben sich Moorpflanzen und kleine Bäume angesiedelt. 1959 wurde der See mit den Inseln als Naturschutzgebiet ausgewiesen.

### Ungeheuersee
Die schwimmenden Inseln im Ungeheuersee, einem Hochmoorsee in der Rheinpfalz bei Bad Dürkheim, wurden zusammen mit dem See in den 1930er Jahren als Naturdenkmal ausgewiesen. Die Inseln tragen Gräser, Orchideen und Kiefern.

### Prinzessinloch
Das Prinzessinloch gehört zum Ilmenauer Teichgebiet im Thüringer Wald. Es entstand durch einen Erdfall. In seiner Mitte treibt eine kleine Insel. Das Gebiet steht unter Naturschutz und ist ein Vogelschutzareal.

### Lützelsee, Barchetsee (Schweiz)
Der kleine Lützelsee zwischen Zürichsee und Greifensee im Kanton Zürich ist ein Toteissee und steht mit der Moorlandschaft in der Umgebung unter Naturschutz. Die Inseln entstehen durch Pflanzenstöcke, die sich vom Ufer lösen. Daneben gibt es in der Schweiz nur noch im Barchetsee bei Neunforn schwimmende Inseln, die aus bewachsenen Torfbrocken bestehen.

### Loktak-See

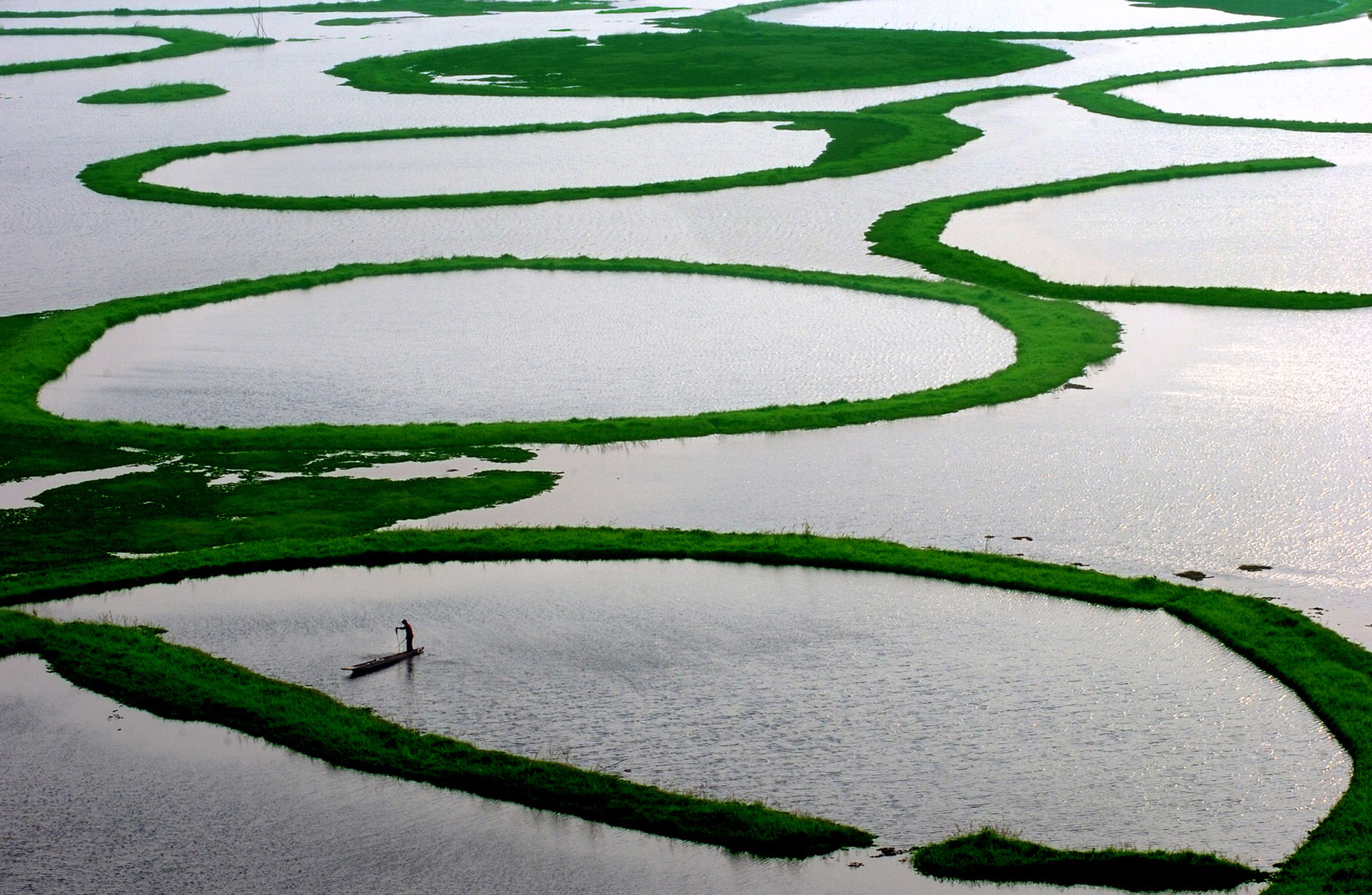
Phumdi im Loktak-See

Im indischen Loktak-See und dem Keibul-Lamjao-Nationalpark gibt es Phumdi genannte, schwimmende Inseln.

### Literatur

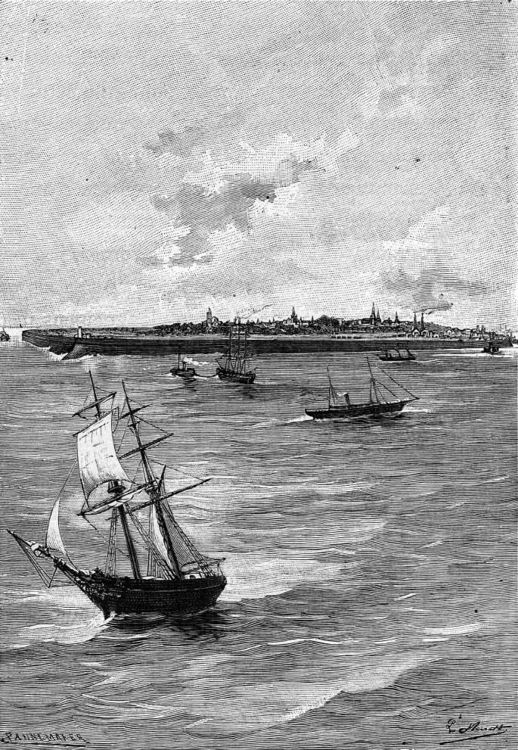
Standard Island, Illustration von George Roux zu Jules Vernes Die Propellerinsel

## Schwimmende Inseln in den Medien

### Film und Fernsehen
Im Filmmusical Doctor Dolittle (1967) von Richard Fleischer ist der Tiere verstehende Doktor (Rex Harrison) auf der Suche nach der großen purpurnen Seeschnecke. Er findet sie auf einer schwimmenden Insel, die einst von Afrika abgebrochen ist und schließlich von Walen wieder an ihren ursprünglichen Standort zurückgeschoben wird. Dabei wird ein der Länge nach geteilter Baum sogar wieder passgenau zusammengefügt.
Die Zeichentrickserie Oiski! Poiski! – Neues von Noahs Insel dreht sich um die schwimmende Insel des Eisbären Noah, der sie auf der Suche nach der sagenumwobenen Insel Diamantina mithilfe des inseleigenen Antriebs rund um den Globus fährt.
In der Verfilmung des oben genannten Romans, Life of Pi: Schiffbruch mit Tiger, landet Pi ebenfalls temporär auf einer schwimmenden Insel aus Algen.